# Hiroyuki Sanada
Hiroyuki Sanada (真田広之, Sanada Hiroyuki), né le 12 octobre 1960 à Tokyo, est un acteur, compositeur, producteur japonais.
En 1979, les jeunes Français le découvrent à la télévision dans le rôle d'Ayato de la série San Ku Kaï.
Il reçoit un Emmy Award et un Golden Globe du meilleur acteur dans une série télévisée dramatique en 2024 pour son rôle dans Shōgun.

## Biographie
Hiroyuki Sanada est né le 12 octobre 1960, à Tokyo.
Il a été repéré par un artiste alors qu'il jouait avec le fils de l'acteur Kokichi Takada qui vivait dans le même immeuble. Après avoir travaillé comme mannequin pour un magazine pour jeunes enfants, il a rejoint le groupe de théâtre Himawari à l'âge de cinq ans. Prévoyant à l'origine de devenir une star de films d'action, il a étudié le shōrinji kenpō puis le karaté Kyokushinkai. Il a commencé à jouer au baseball à l'âge de 8 ans en tant que receveur. Dès 11 ans, il s'entraine avec Shinichi « Sonny » Chiba au sein de son école de cascadeurs, le Japan Action Club. À l'adolescence, il savait jouer, se battre, chanter, danser, effectuer des cascades, monter à cheval et avait développé une polyvalence. Sanada avait remarqué que de nombreux acteurs populaires développaient de telles compétences et pensait que c'était « le meilleur service rendu au public » de le faire lui-même avant de s'entraîner à nouveau au théâtre.
Sanada a obtenu un baccalauréat universitaire (licence) en sciences cinématographiques de l'Université Nihon en 1982. 

### Carrière
À l'âge de cinq ans, Hiroyuki Sanada a eu son premier rôle, le fils du personnage de Chiba, dans le film Game of Chance (浪曲子守唄). Il a eu plusieurs rôles à la télévision et au cinéma japonais, mais a temporairement arrêté pour pouvoir se concentrer sur une enfance normale. Il a déclaré que cela lui a donné « une bonne occasion de regarder des films en tant que public », ce qui a amélioré sa perspective. Il a recommencé à jouer dans le film du réalisateur japonais Kinji Fukasaku Le Samouraï et le Shogun (1978) avec Sonny Chiba en acteur principal.
Il émigre à Hong Kong où il tourne deux films : Ninja In The Dragon's Den (en) (1982 ) et Le Sens du devoir (1986). Lors de ses débuts dans le cinéma, il est parfois crédité sous les noms de Henry Sanada, Duke Sanada ou Harry Sanada.
En 1992, Sanada a joué Yoshinari, un agent de change devenu yakuza dans le film comique Keisho Sakazuki (Succession), avec Ogata Ken. 
En 1997, Sanada a joué dans un drame télévisé A Story of Love, également connu sous son titre japonais Konna Koi no Hanashi, où il a joué le rôle de Shuichiro Harashima, un homme d'affaires riche mais solitaire de la classe supérieure qui tombe amoureux d'une décoratrice d'une famille de classe inférieure jouée par Nanako Matsushima. 
En 1998, Sanada a de nouveau joué avec Nanako Matsushima dans le thriller mystérieux Ringu (Ring) dans le rôle de Takayama Ryuji, l'ex-mari du personnage de Matsushima, Reiko, une journaliste enquêtant sur la mort de sa nièce. Il jouera ensuite dans Ring 2 un an plus tard. Toujours en 1998, Sanada a également joué le rôle d'Asami dans Tadon to Chikuwa de Jun Ichikawa. Le rôle de Sanada suivait l'histoire d'un écrivain souffrant du syndrome de la page blanche. 
En 1999, Sanada a joué dans Mayonaka Made (Round About Midnight) dans le rôle de Moriyama Koji, un trompettiste de jazz confiant qui se produit dans un club appelé Cotton Tail. Dans le film, Moriyama voit le personnage de Michelle Reis se faire attaquer par deux meurtriers, et les poursuit tout au long du film.
Dans les années 2000, il commence à se faire un nom à Hollywood. On le voit d'abord dans Le Dernier Samouraï aux côtés de Tom Cruise et de son compatriote Ken Watanabe, puis quelques années plus tard dans Rush Hour 3 et Sunshine (2007) ou encore dans Speed Racer (2008).
En 2010, il intègre la distribution de la série Lost, dans laquelle il interprète Dogen, l'un des Autres qui semble diriger le Temple.
En 2011, il joue dans la première saison de la série Revenge.
En 2013, il intègre l'univers de Marvel en apparaissant dans la distribution de Wolverine : Le Combat de l'immortel. La même année, il joue aux côtés de Keanu Reeves dans 47 Ronin, mais le film est un échec commercial. On le voit aussi face à Colin Firth dans Les Voies du destin dans le rôle d'un ancien soldat traducteur japonais devant affronter un ancien prisonnier quelque 35 ans après la fin de la Seconde Guerre mondiale.
En 2019, il renoue avec l'univers cinématographique Marvel en interprétant le rôle d'un chef yakuza dans Avengers: Endgame.
En 2021, Sanada incarne le visage de Scorpion dans le film Mortal Kombat de Simon McQuoid, nouvelle adaptation au cinéma de la série de jeux vidéo, après Mortal Kombat de Paul W. S. Anderson (1995) et Mortal Kombat Anihilation de John Leonetti (1997).
En 2022, Sanada joue dans Bullet Train face à Brad Pitt, et en 2023, il incarne Koji Shimazu, directeur de l'Osaka Continental Hotel, dans John Wick : Chapitre 4 aux côtés de Keanu Reeves.
En 2024, il apparait en tant qu'acteur principal et producteur de Shōgun : adaptation du roman éponyme de James Clavell sorti en 1975 où il incarne Yoshii Toranaga, personnage fictionnel basé sur Tokugawa Ieyasu. Pour ce rôle, il reçoit un Emmy Award et un Golden Globe du meilleur acteur dans une série télévisée dramatique. 

### Vie privée
Hiroyuki Sanada a été marié à l'actrice Satomi Tezuka (ja) de 1990 à 1997. Ils ont deux enfants.

## Filmographie

### Cinéma

#### Longs métrages

##### Années 1960
- 1966 : Rōkyoku komori-uta (浪曲子守唄?) de  Ryūichi Takamori (ja) : Endo Kenichi
- 1967 : Shusse komori-uta (出世子守唄?) de  Ryūichi Takamori (ja) : Endo Kenichi
- 1967 : Zoku rōkyoku komori uta (続 浪曲子守唄?) de  Ryūichi Takamori (ja) : Endo Kenichi
- 1969 : Shin Abashiri bangaichi: Saihate no nagaremono (新網走番外地 さいはての流れ者?) de Kiyoshi Saeki : Shoichi

##### Années 1970
- 1978 : Le Samouraï et le Shogun (柳生一族の陰謀, Yagyū ichizoku no inbō?) de Kinji Fukasaku : Hayate
- 1978 : Les Évadés de l'espace (宇宙からのメッセージ, Uchū kara no messēji?) de Kinji Fukasaku : Shiro
- 1979 : Les Guerriers de l'Apocalypse (戦国自衛隊, Sengoku jieitai?) de Kōsei Saitō : Katsuyori Takeda
- 1979 : Sanada Yukimura no bōryaku (真田幸村の謀略?) de Sadao Nakajima : Miyoshi Isa

##### Années 1980
- 1980 : The Terrible Couple (翔んだカップル, Tonda kappuru?) de Shinji Sōmai : Isozaki
- 1980 : Les Tueurs noirs de l'empereur fou (忍者武芸帖 百地三太夫, Ninja bugeicho momochi sandayu?) de Norifumi Suzuki : Takamura
- 1981 : Samurai Reincarnation (魔界転生, Makai tenshō?) de Kinji Fukasaku : Iga no Kirimaru
- 1981 : Le Feu de la vengeance (吼えろ鉄拳, Hoero! Tekken?) de Norifumi Suzuki : Joji / Toru
- 1981 : Bōkensha kamikaze (冒険者カミカゼ?) de Ryūichi Takamori (ja) : Akira Hoshino
- 1981 : Moeru yūsha (燃える勇者?) de Tōru Dobashi : Joe
- 1982 : Ninja in the Dragon's Den (Long zhi ren zhe) de Corey Yuen : Jin-wu
- 1982 : La Rivière Dotonbori (道頓堀川, Dōtonborigawa?) de Kinji Fukasaku : Kunihiko Yasuoka
- 1982 : Ninja Wars (伊賀忍法帖, Iga ninpōchō?) de Kōsei Saitō : Jotaro Fuefuki
- 1982 : La Marche de Kamata (蒲田行進曲, Kamata kōshin-kyoku?) de Kinji Fukasaku : un acteur
- 1983 : La Légende des huit samourais (里見八犬伝, Satomi hakken-den?) de Kinji Fukasaku : Shinbei
- 1983 : Iga-no Kabamaru (伊賀野カバ丸?) de Norifumi Suzuki : Shizune
- 1984 : Journal d'errance d'un joueur de mah-jong (麻雀放浪記, Mahjong hōrōki?) de Makoto Wada : Bouya Tetsu
- 1984 : Kōtarō makaritōru! (コータローまかりとおる！?) de Norifumi Suzuki : Tatsuya Yoshioka
- 1984 : Irodori-gawa (彩り河?) de Haruhiko Mimura (ja) : Joji Tanaka
- 1985 : L'Épée de Kamui (カムイの剣, Kamui no ken?) de Rintarō : Jirô (voix)
- 1986 : L'Homme des passions (火宅の人, Kataku no hito?) de Kinji Fukasaku : Chuya Nakahara
- 1986 : Le Sens du devoir (Wong ga jin si) de David Chung : Peter Yamato
- 1986 : Inujini seshi mono (犬死にせしもの?) de Kazuyuki Izutsu : Shigesa
- 1986 : Tokyo Blues (キャバレー, Kyabarei?) de Haruki Kadokawa : Tanokura
- 1987 : La Vengeance du samouraï (必殺ＩＶ 恨みはらします, Hissatsu 4: Urami harashimasu?) de Kinji Fukasaku : Ukyo
- 1988 : Kaitō Ruby (快盗ルビイ?) de Makoto Wada : Toru Hayashi
- 1989 : Docchini suruno (どっちにするの。?) de Shūsuke Kaneko : Jun Yamamoto

##### Années 1990
- 1990 : Byōin e ikō (病院へ行こう?) de Yōjirō Takita : Kohei Shintani
- 1990 : Rimeinzu: Utsukushiki yūsha-tachi (リメインズ 美しき勇者たち?) de Sonny Chiba : Haiyaku Eiji
- 1990 : Maria, Tsugumi et la mer (つぐみ, Tsugumi?)' de Jun Ichikawa : Kyoichi Takahashi
- 1992 : Keisho sakazuki (継承盃?) de Kazuki Ōmori : Masakazu Yoshinari
- 1992 : Yamai wa kikara: Byōin e ikō 2 (病は気から 病院へ行こう２?) de Yōjirō Takita : Ichiro Katakura
- 1993 : Nemuranai machi: Shinjuku zame (眠らない街 新宿鮫?) de Yōjirō Takita : inspecteur Same
- 1993 : Bokura wa minna ikiteiru (僕らはみんな生きている?) de Yōjirō Takita : Keiichi Takahashi
- 1994 : Histoire de fantômes à Yotsuya (忠臣蔵外伝 四谷怪談, Chūshingura gaiden yotsuya kaidan?) de Kinji Fukasaku : Takuminokami Asano
- 1995 : Sharaku (写楽?) de Masahiro Shinoda : Tonbo
- 1995 : East Meets West de Kihachi Okamoto : Kamijo Kenkichi
- 1995 : Emergency Call (緊急呼出し, Kinkyū yobidashi?) de Kazuki Ōmori
- 1998 : Ring (リング, Ringu?) de Hideo Nakata : Ryuji Takayama
- 1998 : Rasen (らせん?) de Jōji Iida : Ryuji Takayama
- 1998 : D-Zaka no satsujin jiken (Ｄ坂の殺人事件?) d'Akio Jissōji : Seiichiro Fukiya
- 1998 : Le Chauffeur de taxi et l'écrivain (たどんとちくわ, Tadon to chikuwa?) de Jun Ichikawa : Asami
- 1999 : Ring 2 (リング2, Ringu 2?) de Hideo Nakata : Ryuji Takayama
- 1999 : Mayonaka made (真夜中まで?) de Makoto Wada : Koji

##### Années 2000
- 2000 :  Hatsukoi (はつ恋?) de Tetsuo Shinohara : Shinichirô Fujiki
- 2001 : The Yin-Yang Master (陰陽師, Onmyōji?) de Yōjirō Takita : Douson
- 2001 : Minna no ie (みんなのいえ?) de Kōki Mitani : Le barman
- 2001 : Vengeance à vendre (助太刀屋助六, Sukedachi-ya Sukeroku?) de Kihachi Okamoto : Sukeroku Sukedachiya
- 2002 : Le Samouraï du crépuscule (たそがれ清兵衛, Tasogare seibei?) de Yōji Yamada : Seibei Iguchi
- 2003 : Le Dernier Samouraï (The Last Samourai) d'Edward Zwick : Ujio
- 2003 : The Yin-Yang Master 2 (陰陽師II, Onmyōji II?) de Yōjirō Takita : Douson
- 2005 : Wu ji, la légende des cavaliers du vent (Wu ji) de Chen Kaige : Guangming
- 2005 : Aegis (亡国のイージス, Bōkoku no iijisu?) de Junji Sakamoto : Hisashi Sengoku
- 2005 : La Comtesse blanche (The White Countess) de James Ivory : Matsuda
- 2007 : Sunshine de Danny Boyle : Kaneda
- 2007 : Rush Hour 3 de Brett Ratner : Kenji
- 2007 : The City of Your Final Destination de James Ivory : Pete
- 2008 : Speed Racer de Lana et Lilly Wachowski : Mr Musha

##### Années 2010
- 2013 : Wolverine : Le Combat de l'immortel (The Wolverine) de James Mangold : Shingen Yashida
- 2013 : 47 Ronin de Carl Erik Rinsch : Oishi
- 2013 : Les Voies du destin (The Railway Man) de Jonathan Teplitzky : Nagase
- 2015 : Mr. Holmes de Bill Condon : Tamiki Umezaki
- 2015 : Les Minions (Minions) de Kyle Balda et Pierre Coffin : Dumo, le sumo (voix)
- 2017 : Life : Origine inconnue (Life) de Daniel Espinosa : Sho Kendo
- 2018 : The Catcher Was a Spy de Ben Lewin : Kawabata
- 2019 : Avengers: Endgame d'Anthony et Joe Russo : Akihiko

##### Années 2020
- 2020 : Minamata d'Andrew Levitas : Mitsuo Yamasaki
- 2021 : Army of the Dead de Zack Snyder : Bly Tanaka
- 2021 : Mortal Kombat de Simon McQuoid : Scorpion
- 2022 : Bullet Train de David Leitch : Jim « l'Ancien »
- 2023 : John Wick : Chapitre 4 (John Wick : Chapter 4) de Chad Stahelski : Koji Shimazu, directeur de l'Hôtel Continental d'Osaka
- 2025 : Mortal Kombat 2 de Simon McQuoid : Hanzo Hasashi / Scorpion

### Télévision

#### Séries télévisées
- 1969 : Mito Kōmon: Kanta
- 1977 : Jyakkâ dengekitai: Katsuya Nakayama
- 1978 : San Ku Kaï : Ayato / Le Fantôme
- 1982 : Yagyū Jūbei abaretabi : Matabei
- 1984 : Bioman (Chōdenshi Baioman) : Capitaine Ayate
- 1985 : Kage no Gundan : Bakumatsu hen : Katsu Kaishu
- 1987 : Dokugan-ryu Masamune : Matsudaira Tadateru
- 1988 : New York koi monogatari : Masahiro
- 1991 : Taiheiki : Takauji Ashikaga
- 1993 : Kōkō Kyōshi : Takao Hamura
- 1997 : Shin Hanshichi torimono chō : Hanshichi
- 1998 : Tabuloido : Toshihito Manabe
- 1999 : Furuhata Ninzaburō : Kazuo Yura
- 2001 : Hikon kazoku : Yousuke Matoba
- 2010 : Lost : Les Disparus (Lost) : Dogen
- 2011 - 2012 : Revenge : Satoshi Takeda
- 2014 : Extant : Hideki Yasumoto
- 2014 - 2015 : Helix : Dr Hiroshi Hatake
- 2016 : The Last Ship : Takehaya
- 2018 - 2020 : Westworld : Musashi
- 2024 : Shōgun : Yoshii Toranaga (également producteur)

#### Téléfilms
- 1995 : 'Le Clan Abe (阿部一族, Abe ichizoku?) de Kinji Fukasaku : Matashichirou

## Distinctions

### Récompenses
- Japan Academy Prize :
  - en 1982 : prix du meilleur espoir de l'année pour Samurai Reincarnation, Le Feu de la vengeance et Bōkensha kamikaze[1]
  - en 2003 : prix du meilleur acteur pour Le Samouraï du crépuscule[2]

- Prix Hōchi du cinéma du meilleur acteur :
  - en 1988 pour Kaitō Ruby[3]
  - en 1995 pour Sharaku, East Meets West et Emergency Call[4]

- Nikkan Sports Film Awards :
  - en 1988 : meilleur acteur dans un second rôle pour Kaitō Ruby[5]
  - en 1995 : meilleur acteur pour Sharaku, East Meets West et Emergency Call[5]
  - en 2002 : meilleur acteur pour Le Samouraï du crépuscule[5]

- Prix Kinema Junpō du meilleur acteur :
  - en 1989 pour Kaitō Ruby[6]
  - en 1994 pour Bokura wa minna ikiteiru[7]
  - en 1996 pour Sharaku[8]
  - en 2003 pour Le Samouraï du crépuscule et Vengeance à vendre[9]

- Festival du film de Yokohama :
  - en 1989 : meilleur acteur pour Kaitō Ruby
  - en 1994 : meilleur acteur pour Bokura wa minna ikiteiru, Nemuranai machi: Shinjuku zame et Yamai wa kikara: Byōin e ikō 2

- Blue Ribbon Award du meilleur acteur : 
  - en 1994 pour Bokura wa minna ikiteiru et Nemuranai machi: Shinjuku zame[10]
  - en 1996 pour Sharaku, East Meets West et Kinkyū yobidashi - Emājenshī kōru[11]
  - en 2006 pour Aegis[12]

- Prix du film Mainichi :
  - en 2003 : meilleur acteur pour Le Samouraï du crépuscule et Vengeance à vendre[13]
- Emmy Awards 2024 : Meilleur acteur dans une série télévisée dramatique pour Shōgun[14]
- Golden Globes 2025 : Meilleur acteur dans une série télévisée dramatique pour Shōgun

### Nominations
- Japan Academy Prize du meilleur acteur :
  - en 1985 pour Journal d'errance d'un joueur de mah-jong, Irodori-gawa et La Légende des huit samourais[15]
  - en 1991 pour Maria, Tsugumi et la mer, Byōin e ikō et Rimeinzu: Utsukushiki yūsha-tachi[16]
  - en 1994 pour Nemuranai machi: Shinjuku zame et Bokura wa minna ikiteiru[17]
  - en 2006 pour Aegis[18]

## Voix françaises
| - Omar Yami dans : - Rush Hour 3 - Lost : Les Disparus (série télévisée) - Revenge - Extant (série télévisée) - Les Voies du destin - The Last Ship (série télévisée) - Army of the Dead - Boris Rehlinger dans : - Sunshine - John Wick : Chapitre 4 - Bruno Dubernat (*1962 - 2022) dans : - 47 Ronin - Wolverine : Le Combat de l'immortel | - Stéphane Fourreau dans : - Life : Origine inconnue - Le Joueur de base-ball était un espion Et aussi - François Leccia (*1948 - 2009) dans San Ku Kaï (série télévisée) - Philippe Vincent dans Ring - Joël Zaffarano dans La Comtesse blanche - Karim Barras (Belgique) dans Helix (série télévisée) - Akihiro Nishida dans Bullet Train |